# 和分差分学
数学の一部門としての差分法（さぶんほう、英: difference calculus, calculus of finite difference）あるいは和分差分学（わぶんさぶんがく、英: discrete calculus）は、（微分法および積分法を柱とする）微分積分学の離散版にあたる。微分積分学が（極限の概念を定式化し得る）連続的な空間上の函数（特に実数直線上で定義された函数）に興味が持たれるのに対して、和分差分学では離散的な空間、特に整数全体の成す集合 ℤ 上で定義された函数（すなわち数列）に注目する。差分法は級数の計算にも応用される。

## 差分および和分
よく知られた連続的な微分法は
{\displaystyle Df(x)=\lim _{h\to 0}{\frac {f(x+h)-f(x)}{h}}}
で定義される微分作用素 D に基づくのに対し、離散的な差分法は
{\displaystyle \Delta f(x)=f(x+1)-f(x)}
で定義される差分作用素 Δ に基づく。
逆演算は、連続的な微分積分学における不定積分に対応するものとして、離散的な不定和分 ∑f(x) が差分作用素に対して
{\displaystyle g(x)=\Delta f(x)\iff \sum g(x)\,\delta x=f(x)+C}
を満足するものとして定義される。ただし、δ は連続的な微分積分学における D に対する d と同様の意味で（ここでは）Δ に対する符牒である。また C は整数 x に対して定数となるような任意の函数 (C(x + 1) = C(x)) とする。
定積分に相当する定和分は、上の限界を固定しない通常の和 F(x) を用いれば
{\displaystyle \sum \nolimits _{a}^{b}f(x)\,\delta x=\sum _{k=a}^{b-1}f(k)=[F(x)]_{a}^{b}=F(b)-F(a)}
なる関係にある。

## 性質

### 固有函数
{\displaystyle {\begin{aligned}&\Delta f(x)=f(x)\\\iff &f(x+1)-f(x)=f(x)\\\iff &f(x+1)=2f(x)\\\iff &\exists C:f(x)=C\cdot 2^{x}\end{aligned}}}
微分作用素の作用の下で不変な函数が e を底とする指数函数であったことに対応する事実として、差分作用素の作用の下では2 を底とする指数函数が不変である。これを確かめるのは容易い。

### 階乗冪函数
下降階乗に関しては単純な規則が存在する。任意の整数 m に対して
{\displaystyle x^{\underline {m}}={\frac {x!}{(x-m)!}}={\begin{cases}\overbrace {x(x-1)\dotsb (x-m+1)} ^{m{\text{ factors}}}&{\text{for }}m\geq 0\\[5pt]\underbrace {\frac {1}{(x+1)(x+2)\dotsb (x-m)}} _{|m|{\text{ factors}}}&{\text{for }}m<0\end{cases}}}
と書くことにすれば、和分差分学における振る舞いを
- {\displaystyle \Delta (x^{\underline {m}})=mx^{\underline {m-1}}}
- {\displaystyle \sum \nolimits _{a}^{b}x^{\underline {m}}\,\delta x={\begin{cases}[{\frac {x^{\underline {m+1}}}{m+1}}]_{a}^{b}&{\text{when }}m\neq -1\\[8pt][H_{x}]_{a}^{b}&{\text{when }}m=-1\end{cases}}}

のように表すことができる。ここに Hn は n-番目の調和数である。この意味で、調和数は自然対数の離散版となるものということになる。{\displaystyle \Delta (x\cdot H_{x}-x)=H_{x}} なることも用いた。

### 積の差分法則と部分和分
連続的な微分積分学における積の微分法則に対応する、差分に関する積の法則が
{\displaystyle \Delta (u(x)v(x))=u(x)\Delta v(x)+v(x+1)\Delta u(x)}
なる形で成り立つ。シフト作用素 E を Ef(x) := f(x + 1) で定めれば、短く
{\displaystyle \Delta (uv)=u\Delta v+Ev\Delta u}
と書くこともできる。これを逆に用いて、連続的な部分積分に対応する部分和分の式
{\displaystyle \sum u\,\Delta v=uv-\sum Ev\,\Delta u}
が得られる。

## 注
1. 1 2  結城 2005b.
2. ↑  結城 2005a.

## 関連文献
- 広田良吾：「差分学入門：情報化時代の微積分学」、培風館：ISBN 978-4-56301482-7 (1998年2月28日)。
- 広田良吾、高橋大輔：「差分と超離散」、共立出版、ISBN 978-4-320-01729-0 (2003年2月1日)。
- 広田良吾：「差分方程式講義：連続より離散へ」、サイエンス社、ISBN 978-4-7819-9904-3 (2016年4月25日)。
- 西岡斉治：「代数的差分方程式：差分体の応用」、数学書房、ISBN 978-4-903342-44-3 (2019年1月15日)。